# 긴가이석태
긴가이석태는 민어과의 물고기이다. 총 몸길이는 47cm이다. 등지느러미는 1개이며 극조부와 연조부의 경계는 깊게 패여있다. 아래턱이 위턱보다 돌출되어 있으며, 위턱의 끝은 눈 뒷가장자리 아래에 이른다. 